# Венегас, Джульета
Джульета (Хульета) Венегас Персвольт (исп. Julieta Venegas Percevault; род. 24 ноября 1970, Лонг-Бич, Калифорния, США) - Мексиканская певица, композитор и мультиинструменталист. В последние годы своей музыкальной карьеры известна как один из самых популярных авторов песен в жанре латиноамериканской поп-музыки. Получила Грэмми и Латинскую Грэмми. На протяжении всей своей карьеры продала более 6,5 млн записей.

## Биография
У Джульетты есть четыре брата и сестра-близнец. Родители - мексиканские фотографы Julia Edith Percevault (Джулия Эдит Персевольт) и José Luis Venegas (Хосе Луис Венегас).
Родители Джульетты обучали детей различным искусствам. Джульетта занималась живописью, балетом и фортепиано. В возрасте 8 лет Джульетта нашла своё призвание в музыке.
Она училась в колледже Саутуэстерн (Southwestern College) в Сан-Диего, Калифорния и «Escuela de Música del Noreste». Когда ей было 17 лет, школьная подруга Джульетты пригласила её в группу "Chantaje", которая позже стала называться Tijuana No! В ней она вместе с Алексом Суньига (Alex Zuñiga) записывала песню «Pobre de Ti», принесшую группе популярность.
В 22 года она переехала в Мехико, где встретила друзей, которые помогли ей показать свои проекты, среди которых: Café Tacvba, Ziggy Fratta, Jaguares у Франциско Франко и другие. В том же году она была приглашена Франциско Франко для музыкального оформления его пьесы «Caligula Probablemente», которая шла в течение года.
В 1995 году создала группу «La Milagrosa», название которой Джульетта взяла из книги Кармен Булоса (Carmen Buolluosa). Группа играла в таких заведениях как«El Hábito» и «Rockotitlan», расположенных в Мексике. Через некоторое время группа начала распадаться, но Джульетта продолжала стучаться в двери и играть мини-концерты с Зигги Фраттой (Ziggy Fratta) и сеньором Гонсалесом (El Señor Gonález).
В 1996 году Джульетту обнаружил лейбл BMG, и в том же году она подписала 8-летний контракт и приступила к записи своего первого сольного альбома.

### Альбом «Aquí»
При поддержке BMG-Ariola Джульетта наконец записала свой первый сольный альбом под руководством Густаво Сантаолалья. Вышедший в 1997 году, альбом «Aquí» содержит 12 треков авторства Джульетты и продается в Мексике, Испании и ряде других стран Латинской Америки. С этим альбомом Джульетта стала очень успешной в области популярной музыки в Мексике.
Первый сингл с альбома «De Mis Pasos» тепло принят молодой аудиторией и быстро стал одной из лучших рок-песен того времени, второй сингл «Como Sé» получил премию MTV за «Лучшее женское исполнение».
Вскоре после этого Венегас записала песню "Amores perros (Me van a matar)" для фильма Алехандро Гонсалеса Иньярриту «Amores Perros». Продюсерами этой песни стали Эммануэль дель Реаль и Кике Рангель (из группы Café Tacvba), которые также приняли участие в её следующем альбоме Bueninvento.

### Альбом «Bueninvento»
Летом 1999 года при участии Густаво Сантаолальи, Джо Чикарелли, Эммануэля дель Реала и Кике Рангеля (участников группы Café Tacvba) был записан альбом Bueninvento. Bueninvento был записан в Лос-Анджелесе, Монтеррее, Мехико и Сьюдад-Сателите. Выпущен 21 августа 2000 года. Тринадцать из четырнадцати композиций написаны Джульеттой Венегас, а песня "Siempre en mi mente" посвящена Хуану Габриэлю. Выпущен первый сингл «Sería feliz», который был очень хорошо принят публикой.
Она номинирована на вторую премию Latin Grammy в категории «Лучшая рок-песня» за Hoy No Quiero и «Лучший рок-альбом» за Bueninvento.
Она сделала небольшой перерыв в карьере и была приглашена для участия в нескольких трибьютах, таких как Soda Stereo («Disco Eterno») и José Alfredo Jiménez («Serenata sin Luna»), а также выступала дуэтом с Celso Piña и ска-группой Los de Abajo («Skapate»), работая над песнями для своего следующего альбома Sí.

### Альбом «Sí»
В конце 2003 года она выпустила альбом «Sí», под продюсированием Коти Сорокина(певец) и Kачорро Лопеса (Cachorro López). Половина альбома была записана в Испании, а другая половина  в Аргентине. Он был продан тиражом более миллиона копий и включал песни «Andar Conmigo», «Lento» и «Algo Está Cambiando» как гимны латиноамериканской музыке.
Этот год был самым плодотворным в профессиональном и духовном плане. В премии MTV VMA LA 2004 она была удостоена трех призов в номинациях «Артист года», «Солист года» и «Лучший Исполнитель Мексики». Она также была награждена своим первым Latin Grammy в категории «Лучший рок-альбом».
Она была приглашена принять участие в туре Алехандро Санса по нескольким испанским городам. Свой первый музыкальный тур она завершила концертом в театре Metropólitan в Мексике, что нашло отражение в специальном издании её альбома «Sí Special Edition». Она стала первой латиноамериканской исполнительницей, выпустившей альбом в формате DualDisc в 2005 году.
Она попадает в число латиноамериканских исполнителей с более широкой международной известностью, и её приглашают принять участие в записи альбомов таких исполнителей, как Vicentico, Cartel de Santa, Lenine.

### Limón y Sal
Джульетта берет перерыв около года, чтобы создать свой следующий альбом, который был записан в Буэнос-Айрес с производством Kачорро Лопес. В то же время отдает дань Андрес Calamaro с песней «никаких документов» также включены в 2Limón y Sal", название альбома, о котором идет речь.
В письме выпустила «Me Voy», песня Ранчера поп также подходит для 2006, эта песня быстро стала хитом и  вышла за пределы страны, став популярной для английский, итальянский и испанский публике, и именно это открыло для певицы двери к новым горизонтам.
Выпущенная  в марте «Limón y Sal» через 2 дня после запуска лейбла стала обладателем  золотого диска, т.к. было продано более  50 000  копий за неделю и за это она получает платиновый рекорд на 100 000 в Мексике и 2 золотых записей для 50 000 экземпляров в Испании и Соединённых Штатов Америки,  после того, как трек получил ещё одну золотую запись более 50 000 экземпляров в Италии.
В 2007 году сборник из названный «Realmente Lo Mejor», Джульет начинает мировое турне охватывает первую часть Италии и некоторых страны Европы, где её  очень хорошо приняли, таким образом, как в различных телевизионных программах, так и в новостях.
По возвращении в Европу видели практически все Латинская Америка и США с тур Limón y Sal.
Что касается награды своей второй Latin Grammy в категории «Лучший альтернативный альбом», он также выиграл свой первый Грэмми в исторической галстук с Джимом Кроче и его альбом «Adentro», в категории «Best Latin Pop Album» и получает несколько наград. Но, как Shangay, Луна и другие.
В общей сложности популярны стали четыре сингла: «Me Voy», «Limón y Sal», «Eres Para Mí» и «Primer Día», песни, которые, предположительно, были написаны лишь для Европы, стали популярны для американской публики.

### Mtv Unplugged
2008 год стал ещё более продуктивным, поскольку он записал свой 6 марта MTV Unplugged, которое было воспринято как успех, помимо того, что первый был зарегистрирован в Мексике. Альбом состоял из следующих исполнителей:  Жуан Сон, Ла Мала Родригуе́з, Mариса Монте, Наталья Лафоурцаде, Сантаолалья, Густаво, среди них был и оркестр из 15 музыкантов. Это MTV Unplugged был отправлен  5 июня этого года MTV, и награжден 17 июня. По этой же дате был назван «Артист месяца» MTV.
Как диск подал письмо «El Presente» песни, который смешивается связи с ранчо поп-баллада, которая была очень хорошо принята публикой. В Мексике  трек  был в первых строчках хит-парада в течение 10 недель, он получил популярность и очень хорошие отзывы на песню, а также звезду стали знать в  лицо.
Альбом был выпущен 10 июня на международном уровне, собрал большие продажи и через один месяц после его отъезда стал платиновым диском -  более 100 тысяч записей в Мексике и два золотых диска и  более 50 000 записей в Колумбии и США.
Международное  турне началось с  Англии и Германии.
Песня была номинирована на премию Награды MTV Premios Lunas del Auditorio и Latin Grammy, а его концерты были самыми  востребованными и популярными у публики.
13 ноября 2008 Джульета в своей стране получила  2 Latin Grammy премии - в категории «Лучший альтернативный альбом» и «Лучшее видео». Они дали ему третье и четвёртое место  Latin Grammy соответственно.

## Дискография
- 1997 Aquí
- 2000 Bueninvento
- 2003 Sí
- 2006 Limón y Sal
- 2007 Realmente Lo Mejor
- 2008 MTV Unplugged
- 2010 Otra Cosa

## Синглы
- De Mis Pasos (1997)
- Como Sé (1997)
- Hoy No Quiero (2000)
- Sería Feliz (2000)
- Andar Conmigo (2003)
- Lento (2004)
- Algo Está Cambiando (2004)
- Oleada (2005)
- Me Voy (2006)
- Limón y Sal (2006)
- Eres Para Mí c Анита Тийоух (2007)
- Primer Día c Данте Спинетта (2007)
- El Presente (2008)
- Algún Día c Сантаолалья, Густаво (2008)
- Bien o Mal (2010)
- Despedida (2010)